# Jalamanta
Jalamanta is het debuutalbum van Brant Bjork als soloartiest. Het is opgenomen in de eerste week van 1999 in de geluidsstudio Rancho de la Luna, Joshua Tree.

## Opnames
Tijdens zijn tijd met Fu Manchu (1998/1999) kreeg Bjork steeds meer de behoefte om een soloalbum te maken. Hij wilde een cd maken met werk wat hij nog nooit eerder had gemaakt. Na afloop van hun tour had de band een tijd vrij die Bjork gebruikte om huizen te verven om zo zijn geld te verdienen. Bjork woonde op dat moment samen met Dave Dinsmore (Ché en Unida) en gaf aan een cd te willen maken. Hij stopte met zijn dagelijkse werk en kocht een week tijd in bij de opnamestudio Rancho de la Luna in Joshua Tree.
Drie weken lang nam hij werk op in zijn appartement met een 4-trackopnameapparaat. Hij luisterde deze af terwijl hij tijdens zonsondergang door zijn woonplaats Bermuda Dunes fietste. Na deze drie weken ging hij de opnamestudio in.
Fred Drake was een van de eigenaren van Rancho de la Luna waarmee Bjork een aantal sessies mee had voordat de cd werd opgenomen. Door de verslechtende gezondheid van Drake nam Tony Mason de opnames over.
De samenwerking tussen Mason en Bjork ging goed door dezelfde interesse in rock uit de jaren 70.
Omdat Bjork al zijn materiaal had opgenomen op zijn 4-trackopnameapparaat en alles goed had doordacht moest hij enkel de drumpartijen, zanglijnen en gitaarriffs samenvoegen. Elke opname begon Bjork met de drumpartijen voor het gehele liedje om later de rest eraan toe te voegen.
Bjork luisterde tijdens het maken van dit album veel naar jazz en reggae. Peter Tosh was een van de muzikanten waar hij veel naar luisterde en die een inspiratie vormde voor Bjork en het album.
Na nog twee albums met Fu Manchu te hebben gemaakt en de lp Sounds of Liberation met zijn de band Ché kwam in 2002 zijn tweede soloplaat Brant Bjork & the Operators uit. De 'Operators' is een fictieve achtergrondband. Bjork nam de meeste muziek en zang voor zijn rekening. Na dit album kwam hij met zijn derde soloalbum Keep Your Cool die in 2003 uitkwam.
Bjorks opnamestudio 'Jalamanta Studios' in Joshua Tree is genoemd naar zijn eerste album.

## Musici
- Brant Bjork - slagwerk, gitaar, basgitaar, percussie en zang

met
- zang en songtekst op Toot door Mario Lalli

## Personeel
- producer: Rosa
- engineer: Fred Drake (eerste sessies) en Tony Mason
- gemixt: Tony Mason en Rosa
- uitvoerend producer: Randy Boyd en John Kastner

## Muziek
Cd, alles geschreven door Bjork
| nr. | titel                                | duur |
| --- | ------------------------------------ | ---- |
| 1   | Lazy Bones                           | 1:29 |
| 2   | Automatic Fantastic                  | 6:59 |
| 3   | Cobra Jab                            | 3:18 |
| 4   | Too Many Chiefs...Not Enough Indians | 3:44 |
| 5   | Oasis Layback/Sun Brother            | 4:45 |
| 6   | Lets Get Chinese Eyes                | 4:45 |
| 7   | Toot                                 | 5:58 |
| 8   | Defender of the Oleander             | 7:53 |
| 9   | The Low Desert Punk                  | 5:20 |
| 10  | Waiting for a Coconut to Drop)       | 4:17 |
| 11  | Her Brown Blood                      | 4:16 |
| 12  | Indio                                | 4:15 |
| 13  | Take Me Away                         | 5:35 |

- Op het originele album uitgegeven door Man's Ruin heet track 5 Oasis Layback, deze is gewijzigd bij de Duna-uitgave in Sun Brother.
- Take Me Away is een cover van de Blue Öyster Cult. Dit liedje is bijgevoegd als bonustrack op elpeeversie).
- Indio verwijst naar de plaats Indio, Californië.
- in het liedje The Low Desert Punk verwijst Bjork naar de plaats Bermuda Dunes, Californië. Dit is een census-designated place.